# Matthew Rempe
Matthew Rempe, né le 29 juin 2002 à Calgary (Canada), est un joueur professionnel canadien hockey sur glace jouant comme centre pour les Rangers de New York de la Ligue Nationale de Hockey. Il a été sélectionné par les Rangers au sixième tour du Repêchage d'entrée dans la LNH de 2020.

## Carrière de joueur

### Junior
Rempe, du haut de ses 6 pieds 7 pouces (2,01 m) et pesant 240 livres (109 kg), est connu pour sa stature imposante,. Malgré son absence de sélection lors du Repêchage Bantam de la WHL en 2018, il amorce sa carrière junior avec les Saints de Spruce Grove dans la Ligue de Hockey Junior de l'Alberta (AJHL), après avoir participé au camp d'entraînement des Thunderbirds de Seattle de la Ligue de Hockey de l'Ouest (LHO). L'année suivante, il intègre les rangs des Thunderbirds, malgré une blessure qui le contraint à manquer les 15 premiers matchs de la saison. Malgré des débuts retardés, il réussit à accumuler 12 buts et 19 passes décisives en 47 matchs au cours de la saison 2019-2020,. Cette performance remarquable attire l'attention des recruteurs, ce qui lui vaut d'être sélectionné par les Rangers de New York au sixième tour du Repêchage amateur de la LNH 2020, occupant la 165e position au total,. À la suite de cette sélection, Bill LaForge Jr., directeur général des Thunderbirds, exprime sa satisfaction:

« I think the Rangers got themselves a steal. I thought he had a chance to go significantly earlier than he did. I was really excited, and he has a chance to play for a storied franchise. I sent him a text and said 'the Big Apple just got bigger'. I think we've just scratched the surface with him last year. There's no one with that mixture of tools that he has. He's big, he can skate, and he also has the ability to put the puck in the net. »

« Je pense que les Rangers ont fait une excellente affaire. Je pensais qu'il avait une chance d'être choisi beaucoup plus tôt qu'il ne l'a été. J'étais vraiment excité, et il a la chance de jouer pour une franchise légendaire. Je lui ai envoyé un SMS et j'ai dit 'la Grosse Pomme vient de devenir encore plus grande'. Je pense que nous n'avons fait qu'effleurer son potentiel l'année dernière. Personne d'autre ne possède cette combinaison d'aptitudes qu'il a. Il est grand, il patine bien, et il a également la capacité de mettre la rondelle au fond du filet. »

Entraîneur des Thunderbirds, Matt O'Dette, déclare: « Matt a fait irruption sur la scène cette année et faisait partie intégrante de notre équipe. Le travail qu'il a accompli et les améliorations qui ont suivi ont été époustouflantes. Le voir aboutir à un repêchage par les Rangers est fantastique. » Rempe a lui-même déclaré:

« This means so much to me and my family. I've gone through a lot but I think it made me stronger. I think it made me more hungry. I can't wait to back to the gym tomorrow. Now I want to prove myself. I just want to go and have an amazing season and pass more people. My goal is to pass people who were taking ahead of me. I want to outwork them. It's a great feeling when you start to have success. »

La saison 2020-21 de Rempe est écourtée en raison de La pandémie de COVID-19 et durant la saison 2021–22 il enregistre 17 buts ainsi que 6 passes décisives en 56 matchs avec les Thunderbirds,.

### Professionnel
Rempe est convié au camp d'entraînement des Rangers avant les saisons 2021–2022 et 2022–2023. Lors du camp de 2022, il fait preuve de détermination en s'impliquant dans des affrontements physiques, notamment avec Wade Allison des Flyers de Philadelphie, démontrant ainsi sa présence sur la glace. Sa déclaration, « Je ne sais pas combien de gars sont là depuis l'année dernière, mais je parie qu'ils se souviendront de moi. Je vais juste faire la même chose que j'ai faite [l'année dernière], jouer dur et physique et essayer de marquer des buts » reflète sa volonté de faire sa place dans l'équipe. Par la suite, il rejoint l'équipe affilié des Rangers, les Wolf Pack de Hartford, en Ligue Américaine de Hockey (AHL), pour la saison 2022-23, où il enregistre 6 buts et 4 passes décisives en 53 matchs,.
Pour le camp d'entraînement des Rangers en 2023, Rempe est de nouveau sélectionné. Il se distingue en se battant avec Scott Mayfield lors de matchs d'exhibition, témoignant ainsi de son engagement envers ses coéquipiers. Cette démonstration de force et de solidarité impressionne les entraîneurs des Rangers. L'entraîneur Peter Laviolette salue son attitude en déclarant :

« There's a lot of things that I love about Matt. You saw what he did the other night...Somebody punches one of his teammates in the head and he reacts, and that was a really positive thing for him and what he did for the team. But there's more to it than that. Not all guys that play that type of role can finish check and hit, and he can do that. He's very physical. He's still just a really young kid, but he's an enormous man. And he's only going to get stronger and better. »

« Il y a beaucoup de choses que j'admire chez Matt. Vous avez vu ce qu'il a fait l'autre soir... Quand quelqu'un frappe l'un de ses coéquipiers à la tête et qu'il réagit, c'était vraiment positif pour lui et pour l'équipe. Mais il y a plus que ça. Tous les gars qui jouent ce genre de rôle ne peuvent pas finir les mises en échec et frapper, et lui peut le faire. Il est très physique. Il n'est encore qu'un jeune homme, mais il est d'une taille impressionnante. Et il ne fera que devenir plus fort et meilleur. »

Au cours de la saison AHL 2023-24 à Hartford, Rempe joue à la fois à l'aile et au centre. Jusqu'au 11 février 2024, il inscrit huit buts avec l'équipe de Hartford avant d'être appelé à rejoindre les Rangers en cours de saison régulière. Son passage avec les Rangers est ponctué de mouvements fréquents : il est rayé de l'alignement pour un match, retourne à Hartford, puis est rappelé quelques jours plus tard.
Le moment fort de la carrière de Rempe survient lors de son premier match dans la LNH, le 18 février, contre les Islanders de New York, dans le cadre des stadium series de la LNH 2024. Il devient ainsi le premier joueur à commencer sa carrière dans la LNH avec un match en plein air. Avant le match, alors que sa participation n'est pas confirmée, son coéquipier Jimmy Vesey déclare que ce serait un début mémorable,.
Le 22 février, lors du troisième match de Rempe dans la LNH, il reçoit une pénalité de match 13 secondes après sa première présence pour un coup illégal à la tête de Nathan Bastian, joueur des Devils du New Jersey,. Rempe marque son premier but dans la LNH au match suivant dans une victoire de 2-1 sur les Flyers de Philadelphie. Lors de son cinquième match dans la LNH, il enregistre sa première mention d'aide dans la LNH et dispute sa quatrième bagarre,. Le 11 mars, Rempe reçoit la deuxième pénalité de sa carrière de 10 matchs pour avoir donné un coup de coude au défenseur des Devils Jonas Siegenthaler, qui est blessé pour le reste du match. À la suite d'une audience de la ligue, Rempe est suspendu pour quatre matchs.
Le 20 décembre 2024, alors que les Rangers visitent les Stars à Dallas, Rempe plaque solidement le défenseur Miro Heiskanen de derrière et l'écrase contre la baie vitrée en lui donnant un coup de coude. Il reçoit une pénalité majeure de cinq minutes pour coup de coude et une inconduite de partie. Cette expulsion du match est la quatrième du récidiviste en seulement 22 matchs dans la LNH. Deux jours plus tard, le service de la sécurité des joueurs lui décerne une suspension de huit matchs, soit la plus longue suspension depuis celle de 20 matchs de Tom Wilson des Capitals de Washington en 2018.

## Statistiques
| Saison    | Équipe                  | Ligue |    | Saison régulière | Saison régulière | Saison régulière | Saison régulière | Saison régulière |   | Séries éliminatoires | Séries éliminatoires | Séries éliminatoires | Séries éliminatoires | Séries éliminatoires |
| Saison    | Équipe                  | Ligue | PJ | B                | A                | Pts              | Pun              | PJ               | B | A                    | Pts                  | Pun                  |                      |                      |
| 2018-2019 | Saints de Spruce Grove  | LHJA  | 43 | 4                | 8                | 12               | 32               | 8                | 0 | 1                    | 1                    | 0                    |                      |                      |
| 2019-2020 | Thunderbirds de Seattle | LHOu  | 47 | 12               | 19               | 31               | 53               | -                | - | -                    | -                    | -                    |                      |                      |
| 2020-2021 | Saints de Spruce Grove  | LHJA  | 2  | 0                | 0                | 0                | 2                | -                | - | -                    | -                    | -                    |                      |                      |
| 2020-2021 | Thunderbirds de Seattle | LHOu  | 8  | 1                | 4                | 5                | 12               | -                | - | -                    | -                    | -                    |                      |                      |
| 2021-2022 | Thunderbirds de Seattle | LHOu  | 56 | 17               | 6                | 23               | 93               | 24               | 8 | 4                    | 12                   | 10                   |                      |                      |
| 2022-2023 | Wolf Pack de Hartford   | LAH   | 53 | 6                | 4                | 10               | 87               | -                | - | -                    | -                    | -                    |                      |                      |
| 2023-2024 | Wolf Pack de Hartford   | LAH   | 43 | 8                | 4                | 12               | 96               | -                | - | -                    | -                    | -                    |                      |                      |
| 2023-2024 | Rangers de New York     | LNH   | 17 | 1                | 1                | 2                | 71               | 11               | 1 | 0                    | 1                    | 10                   |                      |                      |